# Rutenbergia madagassa
Rutenbergia madagassa là một loài rêu trong họ Rutenbergiaceae. Loài này được Geh. & Hampe mô tả khoa học đầu tiên năm 1880.